# Acestrorhynchidae
Acestrorhynchidae – rodzina słodkowodnych ryb z rzędu kąsaczokształtnych (Characiformes).

## Występowanie
Ameryka Południowa – w dorzeczu rzek: Amazonka, Essequibo, Juruá, Madeira, Magdalena, Mamoré, Orinoko, Paraná, Rio Negro, São Francisco i Tocantins. Gilbertolus alatus spotykany jest również w jeziorze Maracaibo.

## Klasyfikacja
Rodzaje zaliczane do tej rodziny są zgrupowane w 3 podrodzinach:
Acestrorhynchinae:
- Acestrorhynchus

Heterocharacinae:
- Gnathocharax – Heterocharax – Hoplocharax – Lonchogenys

Roestinae:
- Roestes – Gilbertolus